# Fetichismo molhado e bagunçado

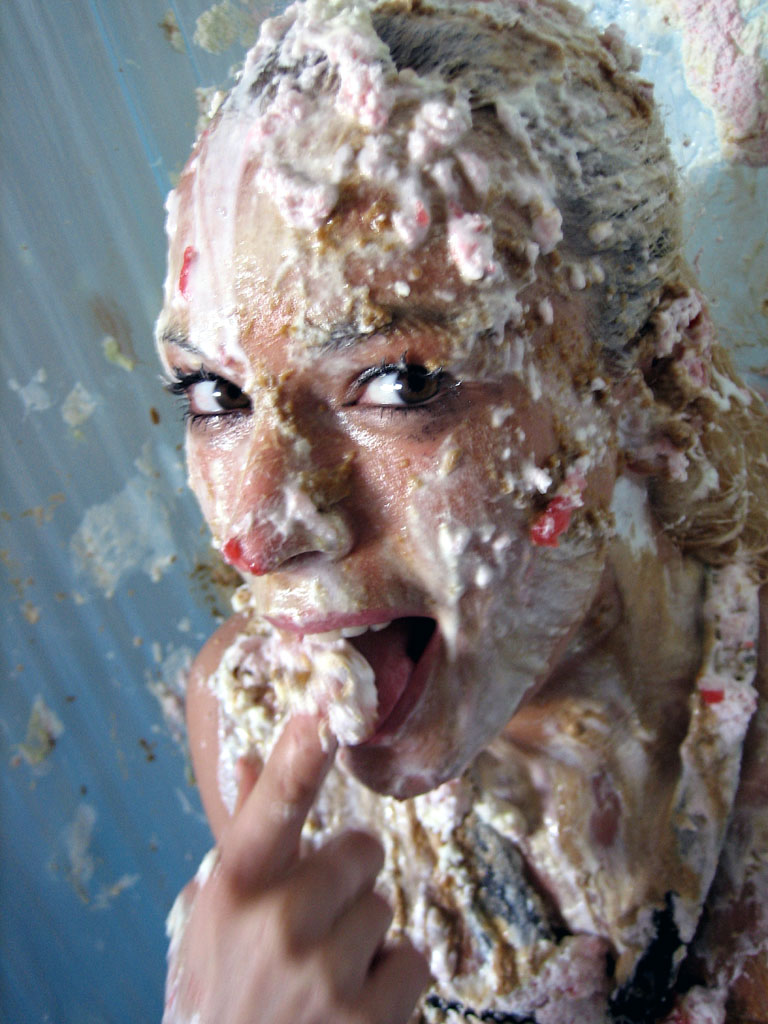
Uma mulher que foi atingida por uma torta em 2008

Fetichismo molhado e bagunçado (Wet and messy fetishism em inglês WAM), também conhecido como sploshing, é uma forma de Fetichismo sexual em que uma ou mais pessoas se sujam deliberadamente com diversos materiais, como alimentos, lama, produtos químicos e água. A palavra "sploshing" origina-se de uma revista britânica de fetiches extinta, intitulada "Splosh!".

## Visão geral
Muitas pessoas com fetiches por WAM são atraídas pelas sensações táteis proporcionadas por substâncias úmidas ou bagunçadas em contato com a pele. Outros indivíduos simplesmente preferem o apelo visual de ver outras pessoas se molharem ou se sujarem com produtos que apresentam diferentes texturas, consistências e cores. Um participante frequentemente é atingido com tortas de creme (às vezes utilizando espuma de barbear em vez do recheio real de torta de creme), tem gosma despejada sobre si ou senta-se sobre bolos. Outro tema comum é o derramamento de substâncias dentro de roupas enquanto estas estão sendo usadas; as vestimentas escolhidas para esse fim podem variar desde trajes de banho ou roupas íntimas até conjuntos completos. Roupas comuns, sejam elas casuais ou formais, costumam aparecer em produções de WAM, mas muitos outros tipos de trajes, desde vestimentas de casamento a macacões industriais ou roupas fetichistas mais especializadas, como itens de PVC, látex ou couro, podem ser utilizados. Peças de cor branca são particularmente populares entre alguns fãs desse fetiche.
Há uma grande variedade de substâncias bagunçadas associadas ao WAM. Itens alimentícios populares incluem bolos, tortas, chantilly, ovos crus, leite, pudim, xaropes, mel, creme, feijão cozido, macarrão, sopas, melaço, condimentos, sorvete, manteiga de amendoim, massa de bolo e aveia. Itens não alimentícios, como loção (veja Jogo com loção), tinta, óleo, lama, espuma de barbear, condicionador de cabelo, sabão e gosma também são amplamente utilizados.
Um fetiche por fluidos corporais, como fezes, urina, vômito, sêmen e ejaculação feminina, não é considerado parte do WAM. Os três primeiros são tipicamente considerados Urofilia, Emetofilia e Coprofilia; a urofília é ocasionalmente encontrada na pornografia convencional, enquanto os outros dois fetiches são menos comuns.
Vídeos de fetichismo WAM (produzidos tanto por fãs quanto por produtores comerciais) podem incluir nudez e atos sexuais, enquanto outros podem apresentar participantes totalmente vestidos. Os vídeos podem ser frequentemente encontrados em sites públicos de hospedagem, como o YouTube. Alguns desses vídeos são sinalizados, mas a maioria permanece disponível, apesar das conotações sexuais, principalmente porque grande parte dos vídeos de WAM divulgados publicamente não inclui nudez e, portanto, é considerada apropriada para todos os públicos. De fato, não só grande parte do conteúdo em vídeo de WAM é indistinguível, em qualquer sentido facilmente definido, do tipo de Comédia pastelão apresentado no entretenimento convencional, como também cenas de gosmada ou de arremesso de torta extraídas da mídia convencional são frequentemente compiladas e comercializadas por produtores visando um público-alvo de fetichistas WAM.

## Interseção com outros fetiches
Existe alguma interseção entre o fetichismo molhado e bagunçado e os fetiches de destruição de roupas. Em algumas produções de WAM, modelos começam totalmente vestidos, geralmente com trajes elegantes, como vestidos formais ou ternos; posteriormente, são cobertos por substâncias bagunçadas, após o que suas roupas sujas são cortadas, tipicamente com tesoura, deixando-os nus ou quase nus.
O WAM pode ser um complemento para pessoas que já possuem um fetiche por tipos específicos de vestimenta, onde o fato de que as roupas que já lhes excitam se tornem sujas ou molhadas por meio de banho ou ducha adiciona uma camada extra à experiência de usá-las.
O WAM é, às vezes, também combinado com bondage, em que um participante é primeiramente amarrado ou algemado e, em seguida, tem um balde de massa de bolo verde com gosma derramado sobre a cabeça e/ou uma torta esmagada em seu rosto. O fetichismo molhado e bagunçado se presta bem ao jogo de papéis de dominação/submissão.
"O cake sitting" (ato de sentar deliberadamente sobre um grande bolo, seja vestido ou nu) é frequentemente considerado um subfetiche por si só, mas pode estar ligado ao Fetiche de esmagamento. Enquanto os participantes que se sentam sobre bolos para obter prazer o fazem pela experiência sensorial tátil, ou como parte de uma encenação submissiva, aqueles que apreciam assistir ao ato frequentemente focam especificamente na compressão do doce como estímulo visual para uma reação sexual. O cake sitting, como uma atividade WAM realizada com vestimenta completa, pode também constituir apenas parte da sujeição geral de um participante, juntamente com outros métodos de aplicação de substâncias bagunçadas.

## Psicologia
Nenhuma pesquisa conclusiva foi realizada acerca da psicologia por trás do fetiche; contudo, não é incomum que os fetichistas tenham demonstrado interesse pelas sensações proporcionadas pelo jogo sujo desde os anos formativos (dos 3 aos 4 anos), com um elemento sexual manifestando-se ao início da puberdade. A teoria da "quebra de tabus" sugere que o sploshing é uma expressão de libertação, um repúdio às figuras de autoridade da infância que enfatizavam a necessidade de se manter limpo. Em qualquer forma, o fetiche diz respeito à estimulação sensorial, seja ela visual, tátil ou de outra natureza.
Uma teoria não comprovada é que indivíduos atraídos pelo WAM possuem baixa sensibilidade tátil, a qual é aumentada e intensificada por substâncias úmidas que atuam como lubrificante sob pressão ou atrito. O "jogo sujo" é uma terapia clínica comum utilizada no tratamento de pacientes hipo-táteis (na maioria dos casos pediátricos), proporcionando-lhes uma forma e um momento adequados para se envolverem na criação de bagunça.
Outro aspecto é a ligação com outros fetiches, pois parte do jogo sujo é realizada de maneira submissa ou dominante e possui possíveis conexões com o BDSM, tendo como ênfase a humilhação da vítima, embora isso frequentemente seja atenuado ou neutralizado pelo bom humor do participante. O parceiro dominante que inflige a sujeira pode também ser objeto de atração, atuando como uma figura assertiva de travessura lúdica.

## Na mídia
A popular coluna de sexo Amor Selvagem mencionou o WAM. Em um artigo, houve uma resposta a uma carta do colega de quarto de alguém que se masturbava com condimentos, possivelmente para fins fetichistas. Dan Savage, o autor de Amor Selvagem, não condenou o uso dos condimentos nesse incidente, mas apenas repreendeu o fetichista por utilizar condimentos que depois foram usados por outros.